# Hurt (utwór Nine Inch Nails)
Hurt – ballada rockowa autorstwa Trenta Reznora, pochodząca z płyty The Downward Spiral wydanej przez zespół Nine Inch Nails. Piosenka nigdy nie została wydana jako komercyjny singel, ale w 1995 umieszczono ją na promocyjnej płycie Halo Ten.

## Wersja Johnny’ego Casha
Utwór ten był wykonywany także przez innych artystów. Śpiewali go między innymi David Bowie, Tori Amos, Sevendust, czy nawet w wersji chóralnej – zespół Gregorian, lecz najbardziej znaną wersją tego utworu jest wersja Johnny’ego Casha.
Piosenka została „podsunięta” Cashowi przez Ricka Rubina, producenta płyty Casha American IV: The Man Comes Around i przyjaciela Reznora.
Reżyserem teledysku Casha był Mark Romanek, który wcześniej współpracował z zespołami i artystami takimi jak U2, Michael Jackson i Madonna oraz Nine Inch Nails („Closer”). Część zdjęć do wideoklipu zrobiona była w zamkniętym od lat „House of Cash Museum”, w którym niektóre z eksponatów zostały wcześniej zniszczone w czasie powodzi.